# Hontianske Nemce
Hontianske Nemce jsou obec na Slovensku v okrese Krupina. Žije zde přibližně 1 400 obyvatel.

## Základní informace
Obec Hontianske Nemce se rozprostírá v údolí řeky Štiavnica, v jižní části středního Slovenska, 10 km jihozápadně od Krupiny. Leží na křižovatce cest od měst Levice, Šahy, Zvolen a Banská Štiavnica. Obec tvoří sídelní útvary: Hontianske Nemce, Majer, Rakovec a Sitnianska Lehôtka.
Obec je převážně zemědělská s rozvinutým vinohradnictvím. Zachovalo se zde množství původních zvyků a tradic, které jsou součástí kulturního a společenského života obce až dodnes.

## Historie
První písemná zmínka o obci pochází z roku 1246. Její plné znění je obsaženo v listině z roku 1293. V letech 1235–1270 během tatarských vpádů byla vesnice zpustošena. Díky neúrodě v letech 1241–1242 ve vesnici propukl hlad a vypukla také epidemie. Několik let po vpádech Tatarů se obec začala rozrůstat. Patřila do královského majetku a byla tu celnice na vybírání mýtného.
Do života obce také negativně zasáhly turecké vpády v 16. století.
Z novodobých dějin za zmínku stojí období světových válek, v nichž bojovalo mnoho místních mužů.

## Zajímavosti obce
Kostelík na vinici - kulturní památka - je zasvěcený sv. Urbanovi a sv. Donátovi. Je to gotická stavba z poloviny 15. století. Hlavní oltář je renesančně-barokní z let 1660–1680. Dvakrát ročně se zde konají poutě – uctívání patronů vinic – 25. květen na sv. Urbana a koncem srpna na sv. Donáta.
Dominantou obce je farní kostel sv. Martina, postavený začátkem druhé poloviny 13. století. Původně románská trojlodní bazilika byla několikrát přestavěna. Nabyla prvky gotiky, chór byl postaven v renesančním slohu. Sakristie je barokní a původně románská věž byla zbarokizována.
Další kulturní památka je rokokový mariánský sloup z druhé poloviny 18. století. V roce 1995 byl během škapulířské pouti slavnostně vysvěcen. Nachází se zde i několik kamenných soch.
Hontianske Nemce jsou obec s bohatou vinohradnickou historií. Už v první listině z roku 1135 se píše o 10 zakoupených vinicích a první formálnější zmínka, zároveň s jejich lokalizací pochází z roku 1291. Důkazem je i kostelík na vinici ze 14. století.
Vinné sklípky jsou vytesány do andesitického tufu, často překryté stavbou. Tyto stavby sloužily hlavně ke zpracování hroznů nebo také jako seníky. Sklepy byly často využívány jako úkryty, např. v období tureckých válek a II. světové války. Do 19. století byly vinice soustředěny v oblasti jihozápadních svahů vrchu Kukačky. V současnosti jsou využívány zejména plochy dvou vinařských osad - Pod vrškem (cca 68 sklepů) a Husiná (cca 53 sklepů).

## Osobnosti
- Marián Labuda (1944–2018), herec
- Gustáv Valach (1921–2002), herec

## Partnerská města
- Kysáč, Srbsko